# Juanjo Puigcorbé

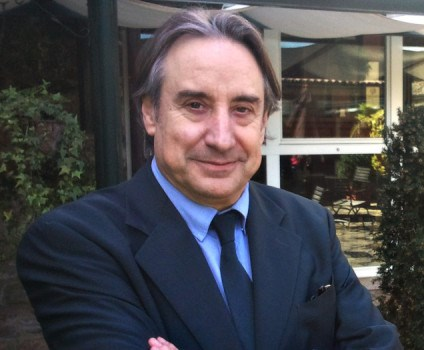
Juanjo Puigcorbé im 2014

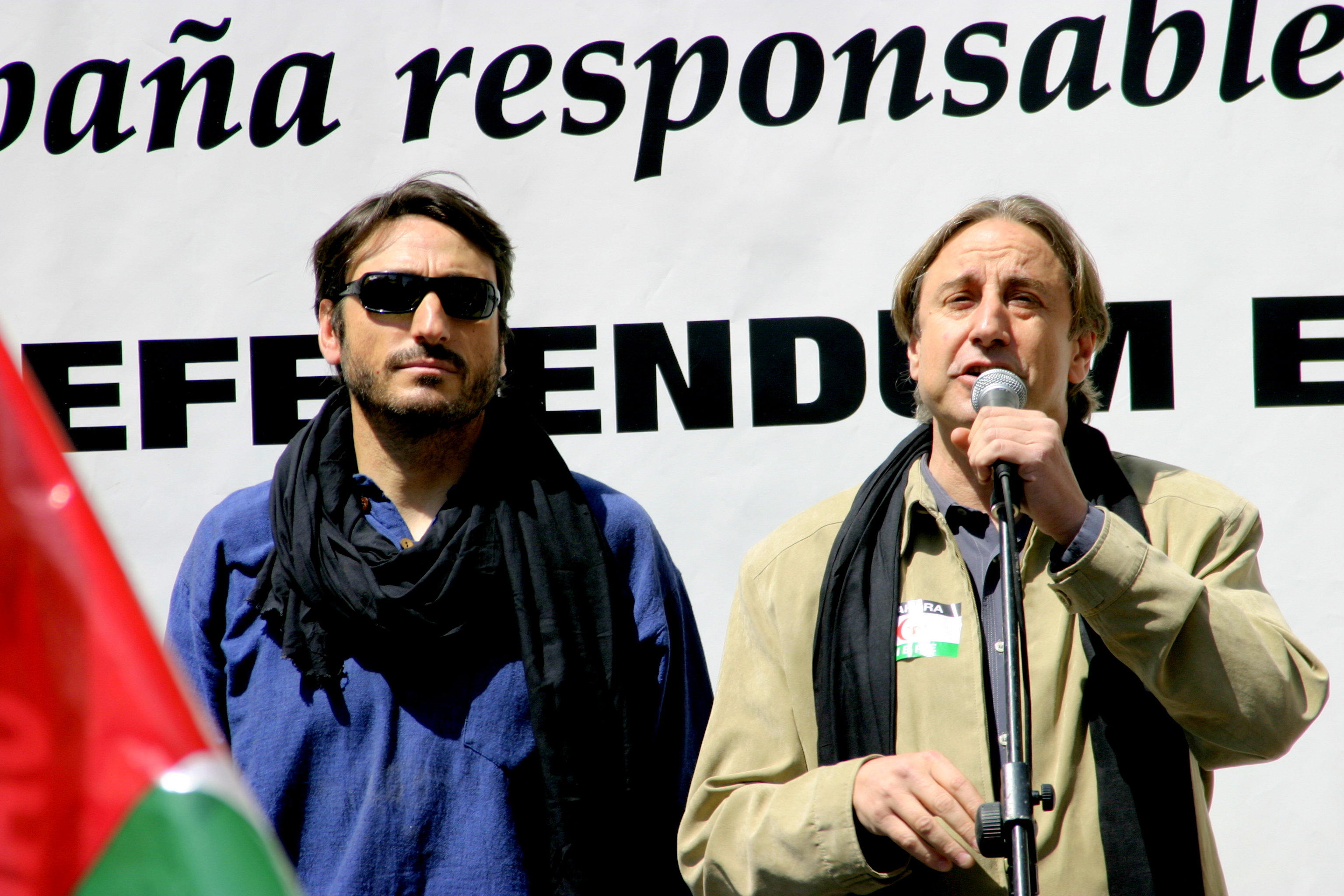
Juanjo Puigcorbé (rechts) im Jahr 2007

Juanjo Puigcorbé (* 22. Juli 1955 in Barcelona; gebürtig Juan José Puigcorbé Benaigues) ist ein spanischer Schauspieler und Drehbuchautor.

## Leben und Leistungen
Puigcorbé debütierte als Schauspieler im Jahr 1976 in einem unabhängigen Theaterensemble. Seine erste Filmrolle spielte er in der Komödie L’Orgia aus dem Jahr 1978, für die er auch das Drehbuch mitschrieb. Die Hauptrolle im Film Pasión lejana (1986) brachte ihm im gleichen Jahr einen Preis des Sitges Festival Internacional de Cinema de Catalunya. Für die Rolle in der Komödie Salsa rosa (1992) gewann er 1992 einen Preis des Peñíscola Comedy Film Festivals. Als Hauptdarsteller in der Fernsehserie Villarriba y Villabajo aus dem Jahr 1994 gewann er 1995 den Edición Premios Unión de Actores und den Fotogramas de Plata, außerdem wurde er 1995 für den TP de Oro nominiert. Die Hauptrolle im Film Mein Seelenbruder (1994) brachte ihm 1995 den Preis Sant Jordi.
In der Komödie Wer liebt, lebt gefährlich (1996) spielte Puigcorbé die Rolle eines Mannes, den jahrzehntelang Liebe zu einer Frau verbindet, die in den jungen Jahren von Penélope Cruz und im Alter von Ana Belén verkörpert wurde. Für seine Auftritte in der Fernsehserie Un chupete para ella gewann er 2001 den Fotogramas de Plata sowie wurde 2001 und 2002 für den TP de Oro und 2001 für den Edición Premios Unión de Actores nominiert. Seine Rolle in der Komödie Inconscientes (2004) brachte ihm 2005 den Preis Premis Barcelona de Cinema.
Puigcorbé hat eine im Jahr 1987 geborene Tochter.

## Filmografie (Auswahl)

### Als Schauspieler
- 1978: L’Orgia
- 1979: Salut i força al canut
- 1986: Pasión lejana
- 1987: Gefährliche Instinkte (Barrios altos)
- 1992: Salsa rosa
- 1994: Villarriba y Villabajo (Fernsehserie)
- 1994: Mein Seelenbruder (Mi hermano del alma)
- 1996: Wer liebt, lebt gefährlich (El amor perjudica seriamente la salud)
- 1997: To the Limit (Al límite)
- 1999: Novios
- 2000: Un chupete para ella (Fernsehserie)
- 2004: Inconscientes
- 2005–2006: A tortas con la vida (Fernsehserie)
- 2006–2007: Cuéntame (Fernsehserie)

### Als Drehbuchautor
- 1978: L’Orgia
- 1979: Salut i força al canut
- 1979: Forty Years Without Sex (Cuarenta años sin sexo)
- 1984: Pà d'àngel